# Pleurocollybia praemultifolia
Pleurocollybia praemultifolia är en svampart som först beskrevs av William Alphonso Murrill, och fick sitt nu gällande namn av Rolf Singer 1947. Pleurocollybia praemultifolia ingår i släktet Pleurocollybia och familjen Tricholomataceae.   Inga underarter finns listade i Catalogue of Life.